# Lynn Stalmaster
Lynn Arlen Stalmaster (Omaha, 17 de novembro de 1927 – Los Angeles, 12 de fevereiro de 2021) foi um diretor de elenco americano.

## Carreira
Stalmaster nasceu em 17 de novembro de 1927 em Omaha.
Depois de servir no Exército dos Estados Unidos, teve seu primeiro emprego no show business como ator, aparecendo nos filmes de guerra The Steel Helmet (1951) e The Flying Leathernecks (1951). Ele também atuou na série de televisão Big Town, mas logo se aproximou de sua verdadeira paixão, se tornando diretor do mesmo programa. Stalmaster estabeleceu-se rapidamente como um diretor, encontrando trabalho constante na televisão e filmes. O nome Lynn Stalmaster tornou-se bem conhecido especialmente para os cinéfilos da década de 1970, quando foi creditado com o elenco de mais de sessenta filmes da década, entre eles; Fiddler on the Roof, Harold and Maude, The Cowboys, Deliverance, Rollerball, Silver Streak, Black Sunday, Coming Home, Convoy, The Rose, Superman e Being There.
Ele é o irmão mais velho do ator Hal Stalmaster, que interpretou o papel principal no filme da Walt Disney de 1957, Johnny Tremain, um jovem ourives na Revolução Americana.
Em 2016, ele ganhou o Óscar Honorário da Academia de Artes e Ciências Cinematográficas, único diretor de elenco a ter a honraria.

## Morte
Morreu em 12 de fevereiro de 2021, aos 93 anos de idade, em Los Angeles.

## Filmes como diretor de elenco
- I Want to Live (1958)
- Judgement at Nuremberg (1961)
- Two for the Seesaw (1962)
- A Child Is Waiting (1963)
- Toys in the Attic (1963)
- Lady in a Cage (1964)
- Kiss Me, Stupid (1964)
- The Greatest Story Ever Told (1965)
- The Hallelujah Trail (1965)
- A Rage to Live (1965)
- The Russians Are Coming, the Russians Are Coming (1966)
- The Fortune Cookie (1966)
- Return of the Seven (1966)
- In the Heat of the Night (1967)
- Hour of the Gun (1967)
- Fitzwilly (1967)
- The Scalphunters (1968)
- The Thomas Crown Affair (1968)
- The Killing of Sister George (1968)
- The Stalking Moon (1968)
- If It's Tuesday, This Must Be Belgium (1969)
- The April Fools (1969)
- The Bridge at Remagen (1969)
- What Ever Happened to Aunt Alice? (1969)
- They Shoot Horses, Don't They? (1969)
- Viva Max (1969)
- Too Late the Hero (1970)
- They Call Me Mister Tibbs! (1970)
- Monte Walsh (1970)
- Lawman (1971)
- Valdez Is Coming (1971)
- The Grissom Gang (1971)
- Fiddler on the Roof (1971)
- Harold and Maude (1971)
- The Cowboys (1972)
- Pocket Money (1972)
- The Wrath of God (1972)
- Deliverance (1972)
- Junior Bonner (1972)
- Jeremiah Johnson (1972)
- The New Centurions (1972)
- The Mechanic (1972)
- The Life and Times of Judge Roy Bean (1972)
- Lolly-Madonna XXX (1973)
- Scorpio (1973)
- The Iceman Cometh (1973)
- The Last Detail (1973)
- Sleeper (1973)
- Cinderella Liberty (1973)
- Rhinoceros (1974)
- Billy Two Hats (1974)
- Conrack (1974)
- Mandingo (1975)
- Rollerball (1975)
- Silver Streak (1976)
- Bound for Glory (1976)
- Black Sunday (1977)
- New York, New York (1977)
- Coming Home (1978)
- The Fury (1978)
- Foul Play (1978)
- Go Tell the Spartans (1978)
- Convoy (1978)
- Superman (1978)
- Being There (1979)
- Stir Crazy (1980)
- Caveman (1981)
- Airplane II: The Sequel (1982)